# Billbergia incarnata
Billbergia incarnata är en gräsväxtart som först beskrevs av Hipólito Ruiz López och Pav., och fick sitt nu gällande namn av Schult. och Julius Hermann Schultes. Billbergia incarnata ingår i släktet Billbergia och familjen Bromeliaceae. Inga underarter finns listade i Catalogue of Life.